# 朱雀野村
朱雀野村（すじゃくのむら）は、京都府葛野郡に存在した村。明治22年（1889年）の町村制施行にあたり周辺3村の合併により発足し、大正7年（1918年）に京都市に編入され消滅した。

## 概要
明治22年（1889年）の町村制施行に際する明治の大合併により、聚楽廻、西ノ京村、壬生村の3村が合併して発足し、村内には聚楽廻、西ノ京、壬生の3つの大字を構成した。各旧村の概要は以下のとおり。明治初期に西ノ京村に編入された三条台村（二条御城廻）についても述べる。（なお、各旧村の区域における通史や現在の状況については、聚楽廻・西ノ京 (京都市)・壬生 (京都市)の項目を参照。）

### 聚楽廻
聚楽廻・聚楽廻り（じゅらくまわり）は、近世から明治時代にかけて存在した村であり、豊臣秀吉が造営した聚楽第旧地の南西部に位置し、聚楽村とも記される。江戸時代前期頃までは、集落を形成せず町に住む農民が出作していたようであり、以降も農民の居住地や農地は市街にも散在していた。京都所司代の与力・同心屋敷が千本通西、旧二条通北（現在の聚楽廻東町、西町、中町付近）に置かれた。上京の中にある三助町・鳳瑞町・利生町は、同村の飛地で町場化した洛外町続きであり、明治元年（1868年）7月に上京に編入され、明治2年（1869年）の第二次町組改正で上京第8番組（のちの仁和学区）に編入されている。
明治9年（1876年）に郡区境界改正が行われ、市街に散在していた地域を市中に編入、また市街から編入した地域もでき、改めて聚楽廻と名称が定まった。明治22年（1889年）に、西ノ京村、壬生村と合併し、朱雀野村の大字となった。

### 西ノ京村
西ノ京村・西京村（にしのきょうむら）は、近世から明治時代にかけて存在した村であり、概ね北は妙心寺道一筋北の通り、東は下ノ森通、南は三条通、西は西小路通の範囲となる。北野社に奉仕した西京神人が右京の一条から二条の間に七保に分かれて居住した地が前身となると考えられる。江戸期の民家は西ノ京円町付近に集まっていた。寛文10年（1670年）に村内三条御土居際に北小路村が設置された。上京の中にある西上之町・川瀬町・仲之町・天満屋町・西東町・下之町・大宮町・突抜町・北町・堀川町・行衛町は、町場化した洛外町続きであり、明治元年（1868年）7月に上京に編入され、明治2年（1869年）の第二次町組改正で上京第8番組（のちの仁和学区）に編入されている。明治5年（1872年）に北小路村を併合。明治8年（1875年）には三条台村（下述）を併合した。明治22年（1889年）に、聚楽廻、壬生村と合併し、朱雀野村の大字となった。

#### 三条台村
三条台村（さんじょうだいむら）は、二条城の南西に位置し、二条御城廻（にじょうおしろまわり）とも記される。東町・西町の京都町奉行所が置かれた。町方に居住する農民の出作地であったと考えられ、本格的な村落形成は江戸中期以降である。寛政7年（1795年）ごろ字月光に改暦所（西三条台改暦所）が設置されたが、同10年（1798年）には用地と建物を同村が引き取って居住地となり、西側は特に西三条台村とも称された。明治8年（1875年）に西ノ京村に編入された。
旧三条台村に含まれていた町は、以下のとおり。
- 西ノ京（池ノ内町・小倉町・勧学院町・小堀町・式部町・職司町・栂尾町・南聖町・西月光町・東月光町・北聖町・星池町）

### 壬生村
壬生村（みぶむら）は、近世から明治時代にかけて存在した村であり、およそ北は三条通、南は松原通、東は櫛笥通、西は御前通で限られる地域で、名称は涌泉が多く耕作に適したため「水生（みぶ）」と呼ばれ、次第に「壬生」と書かれるようになったとされる。村内に壬生寺が位置し、近世以前から周辺に民家が集積して、江戸時代の村の基盤となった。文久3年（1863年）に西高瀬川が開削され村内に木場が設けられ、明治3年（1871年）には三条通に沿って流れるようになり、千本通三条以南の材木市場で取引されるなど、木材産業が集積した。幕末期にはのちの新選組となる浪士隊が駐屯し、慶応元年（1865年）には西本願寺に本拠を移したが、鍛錬の場として使われた。壬生村は明治22年（1889年）に、聚楽廻、西ノ京村と合併し、朱雀野村の大字となった。

## 地理
平安京の大内裏の南部及び右京銅駝坊、豊財坊、永寧坊、宣義坊と左京の一部が該当する。聚楽第、二条城からともに南西に位置し、北端は現在の仁和寺街道と上ノ下立売通の間、東端は櫛笥通、南端は松原通、西端は木辻通となり、京都市（上京区・下京区）、葛野郡衣笠村、花園村、太秦村、西院村、大内村に接していた。

### 河川
- 西高瀬川
- 紙屋川

### 隣接していた自治体
- 京都市
  - 上京区
  - 下京区
- 京都府葛野郡
  - 衣笠村
  - 花園村
  - 太秦村
  - 西院村
  - 大内村

## 歴史
（沿革・年表　発足から廃止まで）
- 明治22年（1889年） 4月- 聚楽廻、西ノ京村、壬生村の3村が合併して発足[1]。
- 明治37年（1904年）4月 - 朱雀野尋常小学校が開校。
- 明治45年（1912年）4月 - 朱雀野第二尋常小学校が開校。
- 大正2年（1913年）12月1日 - 京都府測候所（現在の京都地方気象台）が、現在地（朱雀野村大字西ノ京字笠殿）に移転。
- 大正7年（1918年）4月1日 – 西に接する西院村の一部とともに京都市の下京区（当時）に編入され、編入区域により下京第34学区（のちの中京区朱雀学区。現在の元学区では朱雀第一 – 第八学区にあたる。）が組成された。

## 大字・字
以下、大正7年4月の京都市編入時点での小字を、編入後の町名と合わせて記す。

### 大字聚楽廻
朱雀・車坂（聚楽廻南町。以下冠称の「聚楽廻」を略す。）、
豊楽西町・小栗・草川・伏田（-西町）、
豊楽東町・瓢箪（-東町）、
松ノ下（-松下町）、
豊楽中町（-中町）

### 大字西ノ京
鹿垣（西ノ京鹿垣町。以下冠称の「西ノ京」を略す。）、
南平（-京平町）、
両町（-両町）、
広畑・大明神（-左馬寮町）、
車坂（-車坂町）、
畑ノ合・内ノ田（-内畑町）、
冷泉（-冷泉町）、
笠殿（-笠殿町）、
川原（-原町）、
二条裏（-銅駝町）、
永長（-永本町）、
北小路（-北小路町）、
新建町（-新建町）、
下合田（-下合町）、
三条坊（-三条坊町）、
桑原（-桑原町）、
西合田・中合田（-中合町）、
船塚（-船塚町）、
円町（-円町）、
神輿岡（-神輿岡町）、
宮ノ前・大炊御門（-大炊御門町）、
伯楽（-伯楽町）、
馬代（-馬代町）、
壺の欠（-壺ノ内町）、
春日（-春日町）、
中御門・笑堂（-中御門町）、
坪井（-壺井町）、
塚本（-塚本町）、
小堀池（-小堀池町）、
藤ノ木（-藤ノ木町）、
月輪（-月輪町）、
徳大寺（-徳大寺町）、
宇多小路（-宇多小路町）、
日扇（-日扇町）、
西ノ町・上合田（-上合町）、
島ノ内・清閑寺（-島ノ内町）、
中保町（-中保町）、
右馬寮（-右馬寮町）

#### うち、旧三条台村
森ヶ内・星ヶ池（西ノ京星池町。以下冠称の「西ノ京」を略す。）、
七反田・栂尾・ヘチツイ（-栂池町）、
池ノ内・松ノ下（-池ノ内町）、
勧学院町（-勧学院町）、
京職町（-職司町）、
大学町・野口（-北聖町）、
小倉・東藤ノ木（-小倉町）、
西月光・東塚本（-西月光町）、
樋ノ口（-樋ノ口町）、
河原畑（-河原町）、
小堀（-小堀町）、
大学（-南聖町）、
南式部・北式部（-式部町）、
中川・東月光（-東月光町）

### 大字壬生
相合（壬生相合町。以下冠称の「壬生」を略す。）、
壬生辻（-辻町）、
一丁田（-松原町）、
下溝（-下溝町）、
森ノ前（-森前町）、
高樋（-高樋町）、
梛ノ宮（-梛ノ宮町）、
賀陽御所（-賀陽御所町）、
馬場（-馬場町）、
坊城（-坊城町）、
朱雀（-朱雀町）、
御所ノ内（-御所ノ内町）、
尼ヶ池（-天池町）、
井ノ鼻（-花井町）、
神明田（-神明町）、
森（-森町）、
中川中島（-中川町）
上に示すとおり、大正7年の京都市編入により、旧大字名（聚楽廻、西ノ京、壬生）を冠した町が起立し、町名には編入前の小字名が用いたものが多い。
また、朱雀野村と同時に編入された西院村の一部の区域については、現在「壬生」を冠する町となっている。これらの町は、編入当初「西院」を冠しており、昭和4年（1929年）の分区にあたっては旧朱雀野村の区域と共に中京区に属しており、昭和6年（1931年）に西院村の残余部が京都市右京区に編入されるにあたって、町名の冠称が「西院」から「壬生」に変更されている。

### 朱雀学区
京都市編入後の朱雀野村および西院村の一部の範囲には下京第34学区が置かれたが、学区内に置かれた小学校の名称は壬生・豊楽・松原などの固有の名称を経て、大正12年（1923年）に朱雀を冠する朱雀第一から朱雀第三までの小学校名に改められ、その後昭和4年（1929年）に下京第34学区は小学校名により改称され「朱雀学区」となった。朱雀学区は、昭和16年（1941年）の国民学校令により、昭和17年（1942年）に廃止された。現在当該地域にある朱雀第一から第八までの元学区は、昭和16年に国民学校の通学区域を単位として設置された町内会連合会の単位がもとになっており、中京区役所関連の資料では、この昭和16年に朱雀学区が8つに分かれたとしている。
なお、現在の下京区に「朱雀」を冠する町名があるが、この朱雀は朱雀野村や上に述べた朱雀学区に由来するものではなく、朱雀野村の南部に位置した葛野郡大内村の大字名に由来するものである。（「京都市下京区の町名#旧大内村を参照。）

## 行政
- 朱雀野村役場
- 京都府測候所（現在の京都地方気象台）

## 経済

### 産業
西高瀬川を用いた筏流しにより木材が運搬されることにより、千本通三条以南の材木市場で取引されるなど、木材産業が集積した。

## 教育
朱雀野村成立以前、西院・山ノ内・西京・三条台・壬生・郡の各村協立の小学校として西院尋常小学校（現在の京都市立西院小学校）が明治6年に開校したが、朱雀野村成立後、明治37年（1904年）に現在の壬生朱雀町に朱雀野尋常小学校、明治45年（1912年）に現在の西ノ京左馬寮町に朱雀野第二尋常小学校が設置された。
隣接する大内村大字中堂寺に、明治33年（1900年）に葛野郡第三高等小学校が設置され、明治43年、45年には同校地を利用して増加した児童の収容などのために朱雀野尋常小学校の分教場が置かれた。葛野郡第三高等小学校は、朱雀野村の京都市編入後となる大正9年（1920年）に閉校となり、その校地を上京34学区が買収し、旧村域を通学区域とする松原尋常小学校（現在の京都市立朱雀第三小学校）が大正10年（1921年）に開校した。
明治45年（1912年）には府立第二高等女学校が、京都市上京区土手町丸太町から現在の西ノ京式部町に移転した。
尋常小学校
- 朱雀野尋常小学校（のちの京都市立朱雀第二小学校）
  - 明治37年（1904年）4月 - 開校
  - 京都市編入後の大正7年4月に壬生尋常小学校と改称、大正12年8月に朱雀第一尋常小学校と改称した。
- 朱雀野第二尋常小学校（のちの京都市立朱雀第二小学校）
  - 京都市編入後の大正7年4月に豊楽尋常小学校と改称、大正12年8月に朱雀第二尋常小学校と改称した。
  - 明治45年（1912年）4月 - 開校

高等女学校
- 京都府立第二高等女学校（現在の京都府立朱雀高等学校の前身）
  - 明治45年（1912年）- 京都市上京区土手町丸太町から現在の西ノ京式部町に移転

## 交通

### 鉄道・軌道
京都鉄道による二条駅の開通により、京都の西の玄関口として脚光を浴びることになった。二条駅への接続のため、当時京都市内とその周辺に路線を持っていた京都電気鉄道も城南線（1902年開業・1912年廃止）、御池線（1912年開業・1919年廃止）を開業させた。その後、明治から大正にかけて、京都市三大事業により村内に京都市電が千本丸太町から四条大宮の間に敷設された。千本三条から四条大宮の間は北西・南東方向に斜めに道路・軌道が敷設され、壬生車庫が置かれた。
京都鉄道
- 1897年（明治30年）
  - 2月15日：京都鉄道 二条駅 - 嵯峨駅が開業[18]。
  - 11月16日：官設鉄道（国鉄）京都駅に乗り入れ。
- 1899年（明治32年）8月15日：嵯峨駅 - 園部駅間が延伸開業[19]。
- 1907年（明治40年）8月1日：京都鉄道が国有化。
- 1909年（明治42年）10月12日：線路名称制定、京都駅 - 園部駅間が京都線となる。
- 1910年（明治43年）8月25日：園部駅 - 綾部駅間が延伸開業。

京都電気鉄道
- 1902年（明治35年）2月10日：城南線 堀川押小路 - 二条駅前間開業
- 1912年（明治45年）5月30日：御池線 堀川御池 - 二条駅前間開業、城南線廃止
- 1918年（大正7年）7月1日：京都電気鉄道が京都市に買収され、御池線は京都市電となる。
- 1919年（大正8年）1月18日：御池線廃止

嵐山電車軌道
- 1910年（明治43年）3月25日 - 嵐山電車軌道により京都駅（現・四条大宮駅） - 嵐山駅間が開業[20]。

京都市電千本大宮線
- 1912年（明治45年／大正元年）
  - 6月11日 壬生車庫前－千本丸太町開業／壬生車庫開設
  - 9月12日 四條大宮－壬生車庫前、千本丸太町－千本今出川開業

## 社寺・史跡
- 壬生寺
  - 壬生狂言 - 大念仏会で上演される無言劇。壬生村の住民が従事した[13]。